# BLU-82
A BLU-82/B (Bomb Live Unit) foi uma bomba desenvolvida pelos Estados Unidos, conhecida pelo seu apelido de Corta-Margaridas (Daisy Cutter, em inglês).
Durante muito tempo, consistiu na mais poderosa bomba convencional (não-nuclear) do arsenal militar norte-americano, a ser utilizada em operações de guerra, superada apenas por algumas bombas de efeito-terremoto (Grand Slam e T12 Cloudmaker), e, mais recentemente, pelas bombas termobáricas (FOAB, russa; e MOAB, norte-americana).
Desenhada para limpar zonas no Vietnã para o pouso seguro de helicópteros, também foi largamente usada para a limpeza de campos minados, uma vez que  sua explosão era tão avassaladora que a onda de choque detonava todas as minas em seu raio de ação. Além do Vietnã, também foi utilizada na Guerra do Golfo e na Guerra do Afeganistão.
Ao contrário de outras bombas mais modernas, a corta-margaridas não era programada por computador, uma vez que era lançada de paraquedas por um C-130 Hercules ou por um Lockheed MC-130. Assim, a extensão dos efeitos de sua detonação dependiam em muito da acurácia da tripulação das aeronaves.
Apesar de não criar uma cratera no terreno, ela explodia a um metro do solo, aplainando (daí o apelido) e incinerando tudo em um raio que variava entre 300 a 600 metros.
Foi retirada de operação em 2008 e substituídas pela bomba MOAB (Massive Ordnance Air Blast, popularmente conhecida como Mother of all bombs, trocadilho com a sigla que significa "A mãe de todas as bombas").
A bomba era muito eficiente contra tropas em posições defensivas e como arma de intimidação psicológica devido ao seu grande raio letal, combinada com um clarão visível e som audível a longas distâncias.

## História
As origens da BLU-82/B remontam ao final da Segunda Guerra Mundial e aos anos que se seguiram, época em que foram desenvolvidas duas grandes bombas: a Grand Slam, no Reino Unido; e a T-12 Cloudmaker, nos Estados Unidos. Tais artefatos, munidos de uma carga gigantesca de explosivos, foram idealizados para destruir superestruturas, grandes fortificações e outros alvos invulneráveis às bombas de menor poder.
Porém, diferentemente dos teatros de guerra travados até então, no Sudeste Asiático, os norte-americanos se depararam com um outro obstáculo que impedia a movimentação rápida das tropas, que, geralmente, era feita através de helicópteros: a densa floresta tropical.
Assim, se idealizou uma bomba de alto poder destrutivo, cuja finalidade não era destruir o terreno em si, mas sim aplainá-lo ou desflorestá-lo, de modo a possibilitar uma zona de pouso para os helicópteros.
Nos testes iniciais foram usadas bombas M-118 de 1.500 kg que eram capazes de limpar uma área de 50 metros de largura e desarmar todas as armadilhas ao redor. Depois testaram as M-121 de 4,5 toneladas, criadas ainda na década de 1940 para equipar os B-36, os maiores bombardeiros de então.
Em 1969, foi reaberta a produção da M-121, e logo iniciou-se o estudo para a fabricação de uma bomba de 15 mil libras de explosivos, a qual se denominou BLU-82/B (Bomb Live Unit).
Embora não tenha sido capaz de criar uma zona de pouso para cinco helicópteros, conforme o desejado, a BLU-82/B produzia uma área duas vezes e meia maior que aquela criada pelas M-121, e que podia receber dois helicópteros.

## Operações

### Guerra do Vietnã
Idealizada especificamente para àquela Guerra, a bomba, como se demonstrou no tópico anterior, foi concebida para abrir amplas clareiras na selva, e assim permitir a aterrissagem dos helicópteros.
No início, as bombas eram lançadas de helicópteros CH-54 Skycrane, mas o C-130 foi considerado uma plataforma mais adequada, podendo levar até duas bombas com um custo de operação menor. O projeto foi chamado inicialmente de Commando Trap e depois de Commando Vault, uma combinação do emprego do C-130 e da BLU-82/B.
Naquele conflito, os norte-americanos despejaram 216 bombas M-121 e 107 bombas BLU-82/B sobre o Vietnã. Antes de cada lançamento, porém, avisavam com panfletos que uma corta-margaridas seria lançada para que a população pudesse evadir-se da área de detonação. A primeira delas explodiu em solo vietnamita, em 23 de março de 1970 e, posteriormente, foram utilizadas em apoio de operações táticas no ar e como base de tiro de artilharia.
Todavia, no desenrolar da guerra, as bombas começaram a ser lançadas diretamente sobre bases ou tropas norte-vietnamitas e vietcongues, a fim de causar um efeito devastador ao inimigo.
De fato, em abril de 1975, a aviação sul-vietnamita despejou uma BLU-82B sobre as forças do Vietnã do Norte e do Vietcong na Batalha de Xuan Loc, e, no mês seguinte, também foi utilizada contra as tropas cambojanas alojadas em Koh Tang, como parte dos esforços para resgatar o navio americano Mayaguez, que havia sido capturado pelas forças do Khmer Vermelho.

### Guerra do Golfo
A BLU-82/B foi usada na Guerra do Golfo, em 1991, para limpar campos minados no estreito de Xatalárabe, sendo que, posteriormente - tal como ocorrera no Vietnã -, começaram a ser lançadas sobre as tropas iraquianas.
Durante a preparação da retomada do Cuaite, as operações de guerra psicológica iniciaram no dia 16 de janeiro e incluía o bombardeio de saturação pelos B-52, e o subseqüente lançamento de bombas BLU-82/B pelos Lockheed MC-130.
Antes das investidas dos B-52, os norte-americanos lançavam panfletos sobre as posições iraquianas, porém, em relação ao lançamento das BLU-82/B, não havia esse aviso prévio, pois os norte-americanos temiam que os iraquianos fizessem armadilhas com mísseis SAM, uma vez que os MC-130 ficavam muito vulneráveis durante o lançamento. As operações com a BLU-82/B cobriram toda a fronteira do Kuwait com todas as tropas pelo menos vendo o resultado da explosão da bomba. No total foram lançadas onze BLU-82/B no Kuwait, em cinco operações noturnas, de um total de 18 bombas enviadas no local.
Para aumentar o efeito psicológico foi pensado em lançar várias ao mesmo tempo. Os MC-130 eram protegidos por caças EF-111 de interferência eletrônica, por F-4G Wild Weasel de supressão de defesas e por EC-130 Compass Call, igualmente de interferência eletrônica de comunicações. Os soldados que estavam atuando na região pensaram que se tratava da detonação uma bomba nuclear, tal a magnitude da explosão que fez tremer a terra. Os soldados iraquianos, entrincheirados, pensavam que era o início da ofensiva terrestre e, assim, ligavam seus radares, os quais eram logo localizados e depois atacados.
Logo após o início dos bombardeiros, o Exército Norte-americano e os mariners pediram para lançar as BLU-82/B à frente de cada uma de suas Divisões, mas o comando norte-americano entendeu ser arriscado demais às suas tropas, devido aos efeitos da bomba. No final de fevereiro, a ilha de Faylaka foi atacada para sugerir que seria um local de invasão pelo mar. Três BLU-82/B foram lançadas na ilha simultaneamente e a explosão foi vista do Kuwait a cerca de 18 km de distância e matou todos os iraquianos em um raio de 5 km.
As missões de guerra psicológicas tiveram sucesso e foram efetivas em fazer os iraquianos se render em massa.

### Guerra do Afeganistão
A Força Aérea dos Estados Unidos despejou várias  BLU-82/B durante a campanha para atacar as bases do Taleban e da Al-Qaeda, que se localizavam, principalmente, em complexos subterrâneos de túneis e cavernas. Também foram utilizadas para ataques antipessoa e de efeito psicológico.
Durante aquelas operações, os MC-130H lançaram duas BLU-82/B em 4 de novembro de 2001 próximo a Mazar-i-Shariff para efeito psicológico e outra no dia 9 de dezembro, durante a Batalha de Tora-Bora.

### Retirada de serviço

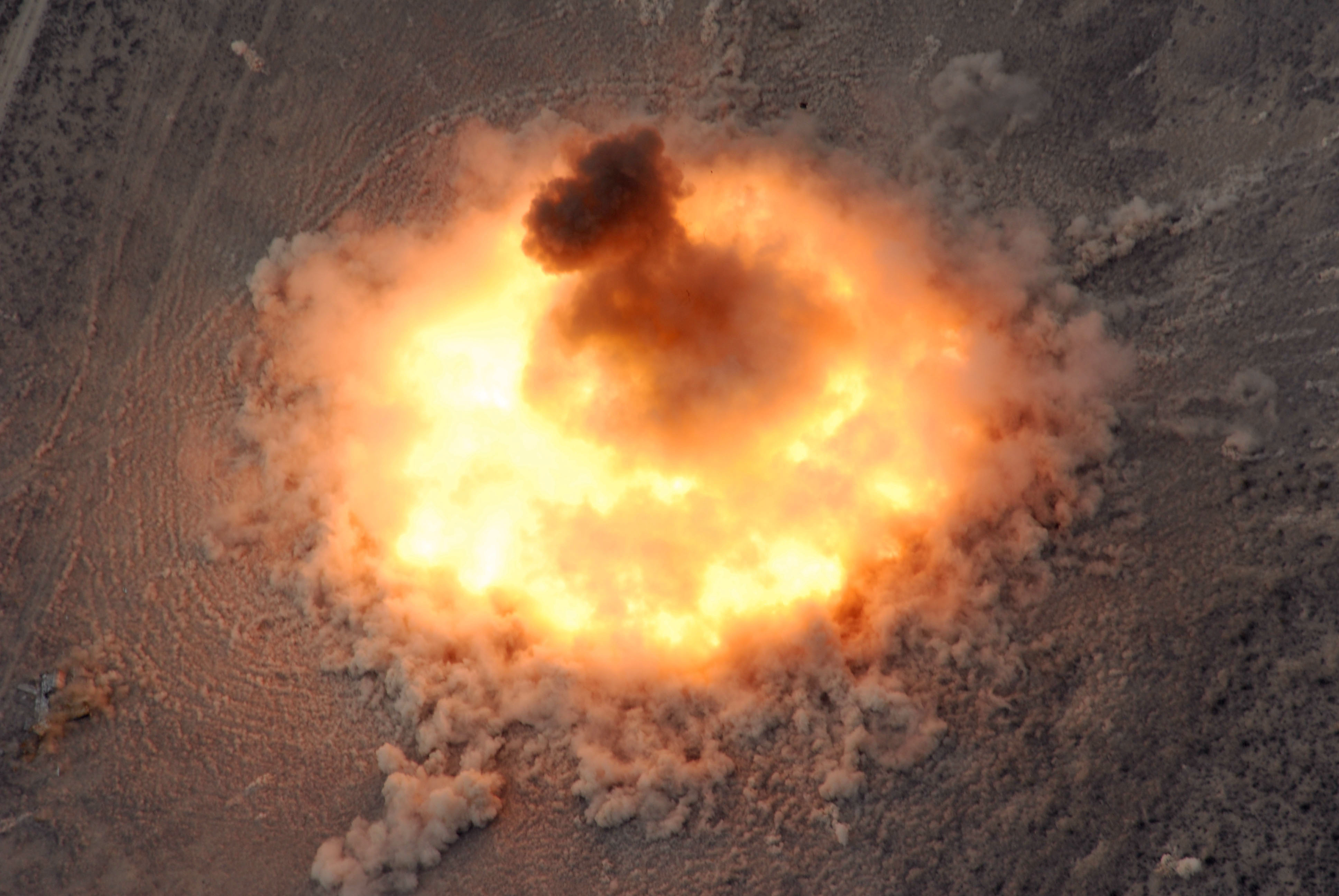
Detonação da última BLU-82 no deserto de Utah em 15 de julho de 2008.

Em 15 de julho de 2008, foi detonada a última das 225 unidades produzidas da BLU-82/B, no Campo de Testes e Treinamento de Utah, no estado norte-americano de mesmo nome.
Atualmente as funções da BLU-82/B estão sendo realizadas - com um poder destrutivo maior - pela MOAB,  cuja designação técnica é GBU-43/B — Massive Ordnance Air Blast bomb (Explosão maciça de munição aérea - popularmente conhecida como Mother of all bombs, trocadilho com a sigla que significa "A mãe de todas as bombas"), a qual possui um sistema de guiamento por GPS.

## Especificações
As bombas corta-margaridas mediam entre 3,6 e 5 metros de comprimento e entre 1,3 e 1,4 metro de diâmetro, aproximadamente o tamanho de um carro pequeno. Pesavam 6.800 kg (£ 15.000), dos quais 5.800 kg (£ 12.600) eram do explosivo GSX, uma mistura líquida de nitrato de amônia, alumínio em pó e poliestireno.
Era lançada de paraquedas e com um extensor fusível de 38 polegadas (965 mm) que, ao tocar o solo explodia a um metro do terreno, gerando uma sobrepressão de 1.000 libras por polegada quadrada (psi) (7 MPa) no ground zero, incinerando tudo que se encontra em um raio de 500 metros. Produzia um cogumelo de fogo semelhante a uma bomba nuclear, que, em geral, não produzia qualquer cratera mas, quando produzia, era muito superficial, uma vez que a força da explosão era calculada para agir sobre a superfície. A onda de choque podia ser sentida a vários quilômetros de distância.
Eram "deslizadas" do compartimento traseiro do avião, a uma altitude mínima de 2 mil metros (aprox. 6.500 pés) para evitar os efeitos da onda de choque sobre a aeronave.
Possuía um custo entre US$ 27 000 e U$ 30 000.